# Vasil' Kapcjuch
Vasil' Barysavič Kapcjuch, accreditato come Vasiliy Kaptyukh dalla IAAF (in bielorusso Васiль Барысавіч Капцюх?; Molodechno, 27 giugno 1967), è un ex discobolo bielorusso.
In carriera ha vinto un bronzo alle olimpiadi di Atlanta 1996 e due bronzi rispettivamente ai mondiali del 1995 e 2003.
Il 2 giugno 2010 annuncia il suo ritiro dalle competizioni.
L'11 aprile 2011, suo figlio Roman rimane ucciso durante un attacco terroristico nella metropolitana di Minsk.

## Palmarès
| Anno | Manifestazione    | Sede      | Evento           | Risultato | Misura  | Note                                     |
| ---- | ----------------- | --------- | ---------------- | --------- | ------- | ---------------------------------------- |
| 1985 | Europei juniores  | Cottbus   | Lancio del disco | Bronzo    | 57,18 m |                                          |
| 1986 | Mondiali juniores | Atene     | Lancio del disco | Bronzo    | 58,22 m |                                          |
| 1990 | Europei           | Spalato   | Lancio del disco | 4º        | 63,72 m |                                          |
| 1991 | Mondiali          | Tokyo     | Lancio del disco | 12º       | NE      |                                          |
| 1993 | Mondiali          | Stoccarda | Lancio del disco | 7º        | 61,64 m |                                          |
| 1995 | Mondiali          | Göteborg  | Lancio del disco | Bronzo    | 65,88 m |                                          |
| 1996 | Olimpiadi         | Atlanta   | Lancio del disco | Bronzo    | 65,80 m |                                          |
| 1997 | Mondiali          | Atene     | Lancio del disco | 11º       | 60,12 m |                                          |
| 2000 | Olimpiadi         | Sydney    | Lancio del disco | 4º        | 67,59 m | Miglior prestazione personale            |
| 2001 | Mondiali          | Edmonton  | Lancio del disco | 6º        | 66,25 m |                                          |
| 2003 | Mondiali          | Parigi    | Lancio del disco | Bronzo    | 66,51 m | Miglior prestazione personale stagionale |
| 2004 | Olimpiadi         | Atene     | Lancio del disco | 4º        | 65,10 m |                                          |
| 2005 | Mondiali          | Helsinki  | Lancio del disco | 20º       | 61,04 m |                                          |